# Dreiländereck (bei Sankt Martin an der Raab)
Die Dreiländerecke, slowenisch Tromejnik, ungarisch [A felsőszölnöki] Hármashatár („Dreiländereck bei Felsőszölnök“ / Oberzemming) ist ein 387 m ü. A. / i. J.
hoher Berg, der den Grenzpunkt Österreich–Slowenien–Ungarn bildet.

## Lage und Landschaft
Der Berg liegt an der Grenze Südburgenland – Prekmurje (slowenisches Übermurgebiet) – Őrség (dt. Wart, politisch Bezirk Jennersdorf – Statistikregion Pomurska – Komitat Zala), in der Hügellandschaft, die Neuhauser Hügelland, slow. Goričko („Hügelland“), ung. Vasi-Hegyhát („Vas-Berge“) genannt wird. Der Gipfel erhebt sich gut 8 Kilometer südlich von Jennersdorf, 15 Kilometer südwestlich von Szentgotthárd und knapp 25 Kilometer nördlich von Murska Sobota, und bildet die Gemeindegrenze von Sankt Martin an der Raab, Kuzma und Felsőszölnök.
Der Kamm der Berge streicht hier in Südwest–Nordost-Richtung, an der Dreiländerecke ansetzend auch in West-Ost-Richtung, und bildet die Wasserscheide der Mur (Mura, und auch Drau) zur Raab (Rába): Hier fließen nördlich der Drosenbach und nordostwärts der Szölnöki-patak (Zemingbach) jeweils zur Raab, und nach Süden ein namenloses Gerinne zum Lukaj, der über Ledavsko jezero–Ledava der Mur zugeht. Direkt nördlich des Gipfels liegt der Holzmannkogel (393 m ü. A.), wobei die österreichisch-ungarische Grenze über den Zeminggraben abkürzt, der so zu Österreich gehört. Südwestlich liegt Kölbereck (um 360 m ü. A.) an der österreichisch-slowenischen Grenze. Südöstlich befindet sich der Slamarin breg (389 m. i. J.), die slowenisch-ungarische Grenze läuft hier etwas nördlich des Kamms.
Der Berg ist der westlichste Punkt Ungarns. Für Slowenien ist es nicht der nördlichste Punkt, das ist der Katin breg (353 m. i. J.) 10 km östlich.

## Geschichte und Erschließung

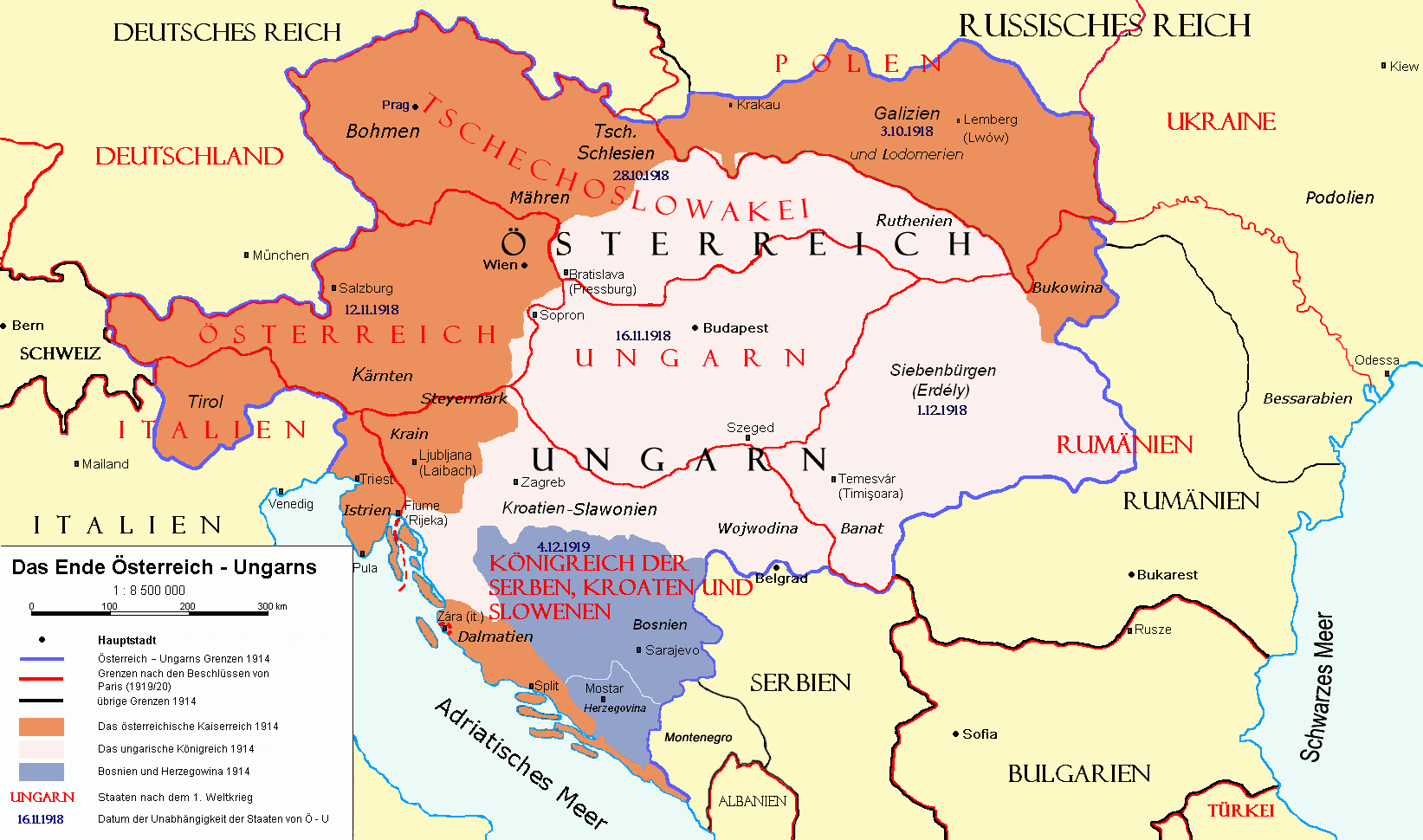
Teilungskonzept für Österreich-Ungarn in den Pariser Vororteverträgen 1919/20: Das Prekmurje ist die weiße Spitze im Norden Jugoslawiens

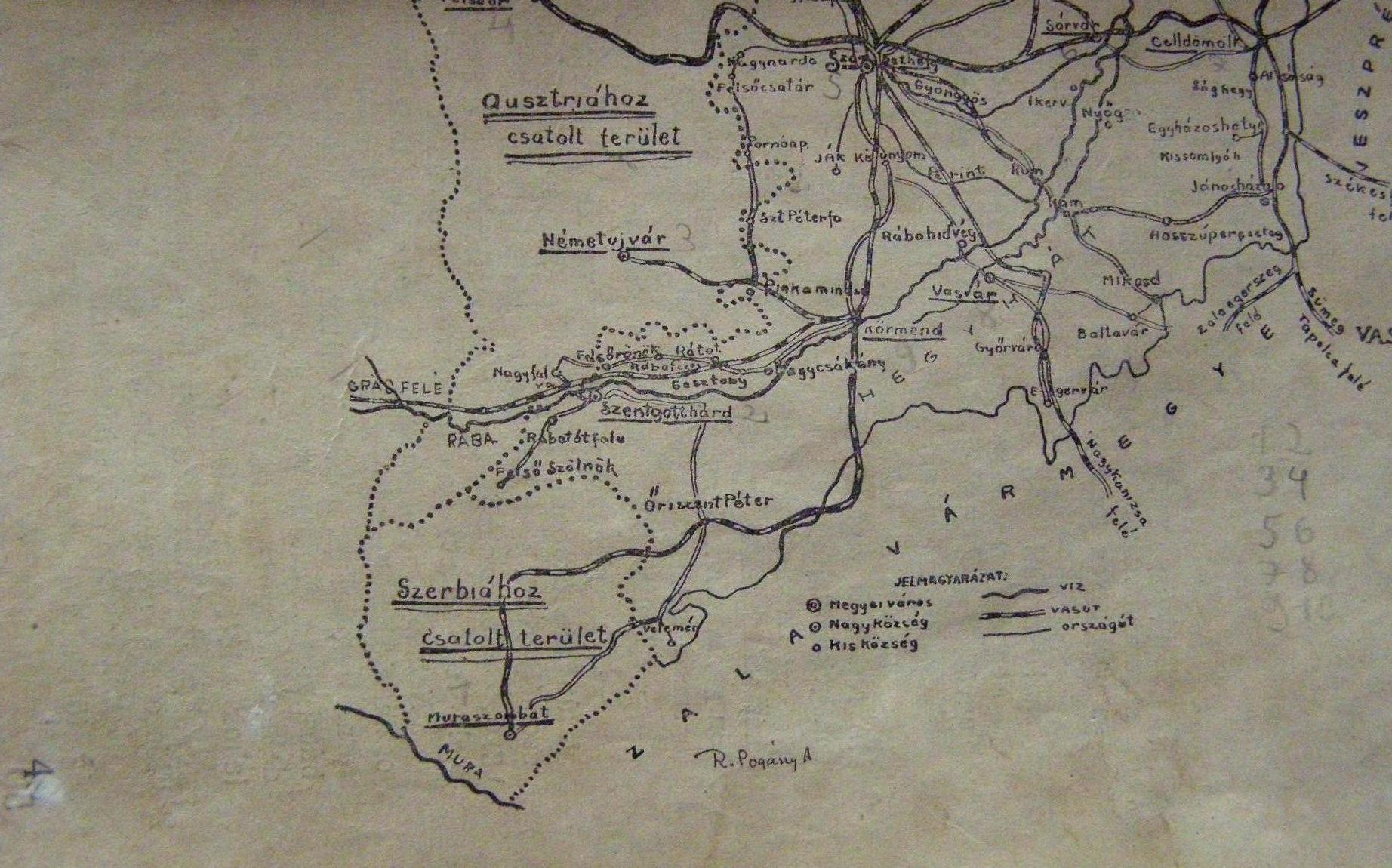
Bezirk St. Gotthard im Komitat Vas vor 1920 (Trianon); Mitte links gepunktelt die beiden Dreiländerecke

Ursprünglich lag der Berg noch vollständig im Königreich Ungarn, seit dem Mittelalter bildeten die Kutschenitza / Kučnica / Kucsenyica und der Riedel zwischen Kapfenstein und Neuhaus die Grenze Herzogtum Steyer (Steiermark) zu Ungarn. Mit dem Zerfall der Habsburgermonarchie und dem Vertrag von St. Germain 1919 kam das heutige Prekmurje an den SHS-Staat (nachmalig Jugoslawien). Daran erinnert die Dreiländerecke bei Sichauf und Ocinje, der heutige Grenzpunkt Burgenland–Steiermark–Slowenien.
Mit dem Vertrag von Trianon 1920 kam aber Deutsch-Westungarn an Österreich und bildet das heutige Burgenland. Dadurch verlagerte sich der Grenzpunkt der drei Staaten 10 Kilometer Richtung Nordosten hierher auf den Tromejnikberg.
Schon 1922 wurde auf der bewaldeten Kuppe ein dreieckig-pyramidenförmiger Gedenkstein errichtet, der an die beiden Eckdaten 10. September 1919 (St. Germain) und 4. Juni 1920 (Trianon) erinnert, und den – trotz aller Grenzkonflikte – seinerzeit vorhandenen Willen der drei Habsburg-Nachfolgestaaten zu einer freundschaftlichen Neuordnung Europas. In Slowenien ist es als Kulturdenkmal registriert.
Im Zuge des Zweiten Weltkriegs und folgenden Kalten Kriegs geriet der Berg jedoch in den Eisernen Vorhang zu Ungarn, und auch die Grenze zwischen dem neutralen Österreich und dem an sich blockfreien Jugoslawien war nicht frei überschreitbar. Erst nach dem Fall des Eisernen Vorhangs 1989 und jeweiligen EU-Beitritten entwickelte sich der Ort zu einer gemeinsamen Gedenkstätte der Völkerverständigung.
Eine Gedenktafel erinnert an ein Treffen der Bürgermeister von Fürstenfeld, Körmend und Murska Sobota, Erich Kospach, Jenő Kercsmar und Andrej Gerenčer, beim Abbau des Grenzzaunes durch Ungarn am 27. Mai 1989 (die Grenze wurde dann symbolisch am 27. Juni durch die Außenminister Alois Mock und Gyula Horn bei Sopron, und amtlich 19. August 1989 geöffnet), später wurde dazu noch ein quadratischer Gedenkstein errichtet. Auf slowenischer Seite wurde nach der Unabhängigkeit Sloweniens 1993 am Grenzstein das slowenische Wappen angebracht. Mit dem EU-Beitritt Österreichs wurde der Punkt EU-Außengrenze. Bei einem internationalen Treffen 1998 wurde von Slowenien eine Linde gepflanzt. Zum EU-Beitritt Sloweniens und Ungarns per 1. Mai 2004 wurde von den Gemeinden St. Martin an der Raab, Kuzma und Felsőszölnök ein weiterer Gedenkstein gestiftet, und durch den Schengen-Raum ist der Gipfelbereich seither frei zugänglich.
Später wurden im Rahmen des grenzübergreifenden Naturparks Raab-Őrség-Goričko noch Schautafeln errichtet, Rastbänke und ein Pavillon errichtet, so dass eine politikhistorisch wie naturlandschaftlich interessante Dokumentationsstätte entstanden ist. Der Berg dient auch immer wieder als Veranstaltungsort für Zeremonien.
Von der österreichischen Seite führte eine Straße auf den Berg, mit einem Parkplatz etwas unterhalb. Außerdem führen der Ostösterreichischer Grenzlandweg (Österreichischer Weitwanderweg 07) und der Burgenland-Weitwanderweg über den Gipfel.

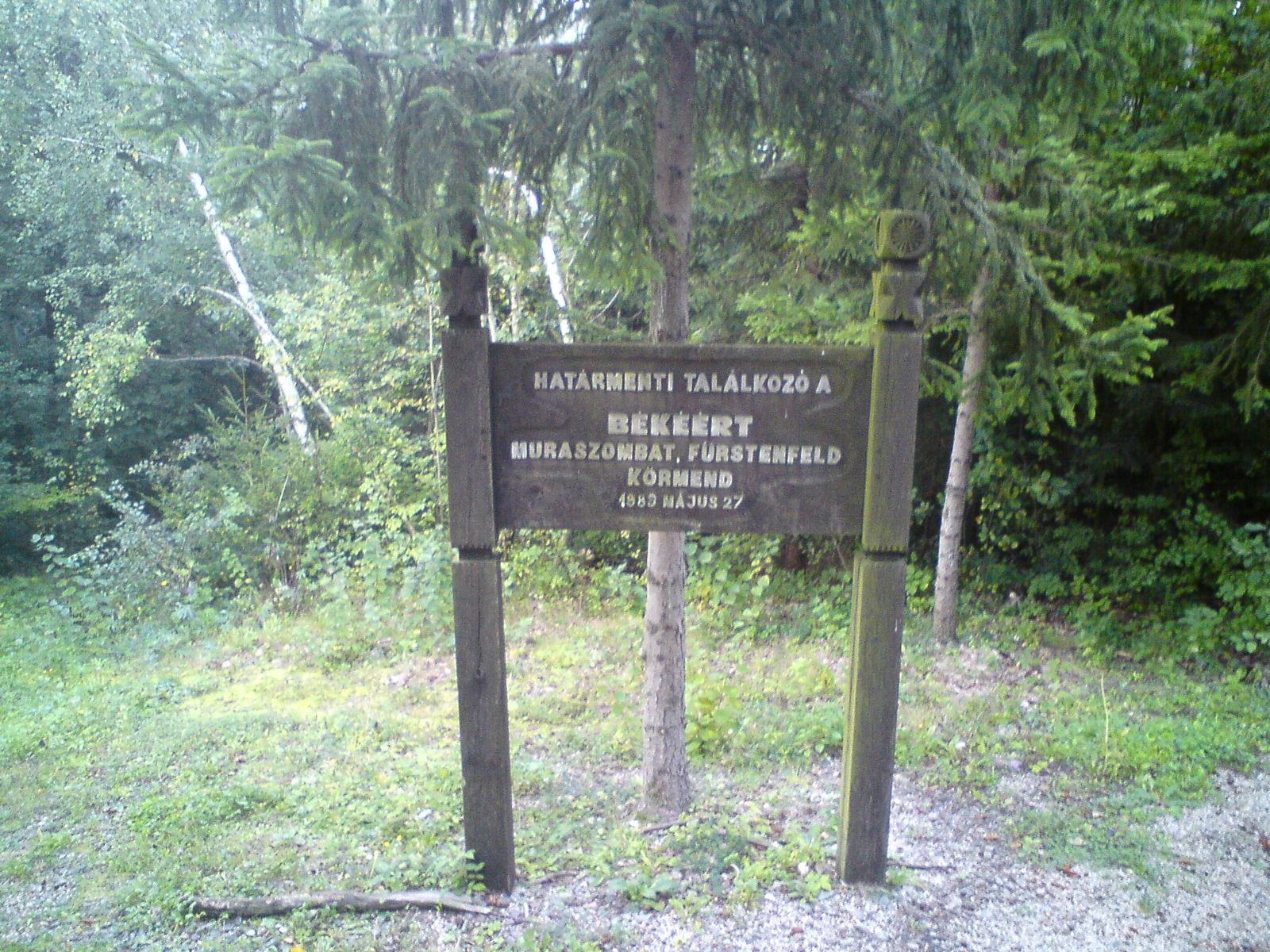
Gedenktafel von 1989
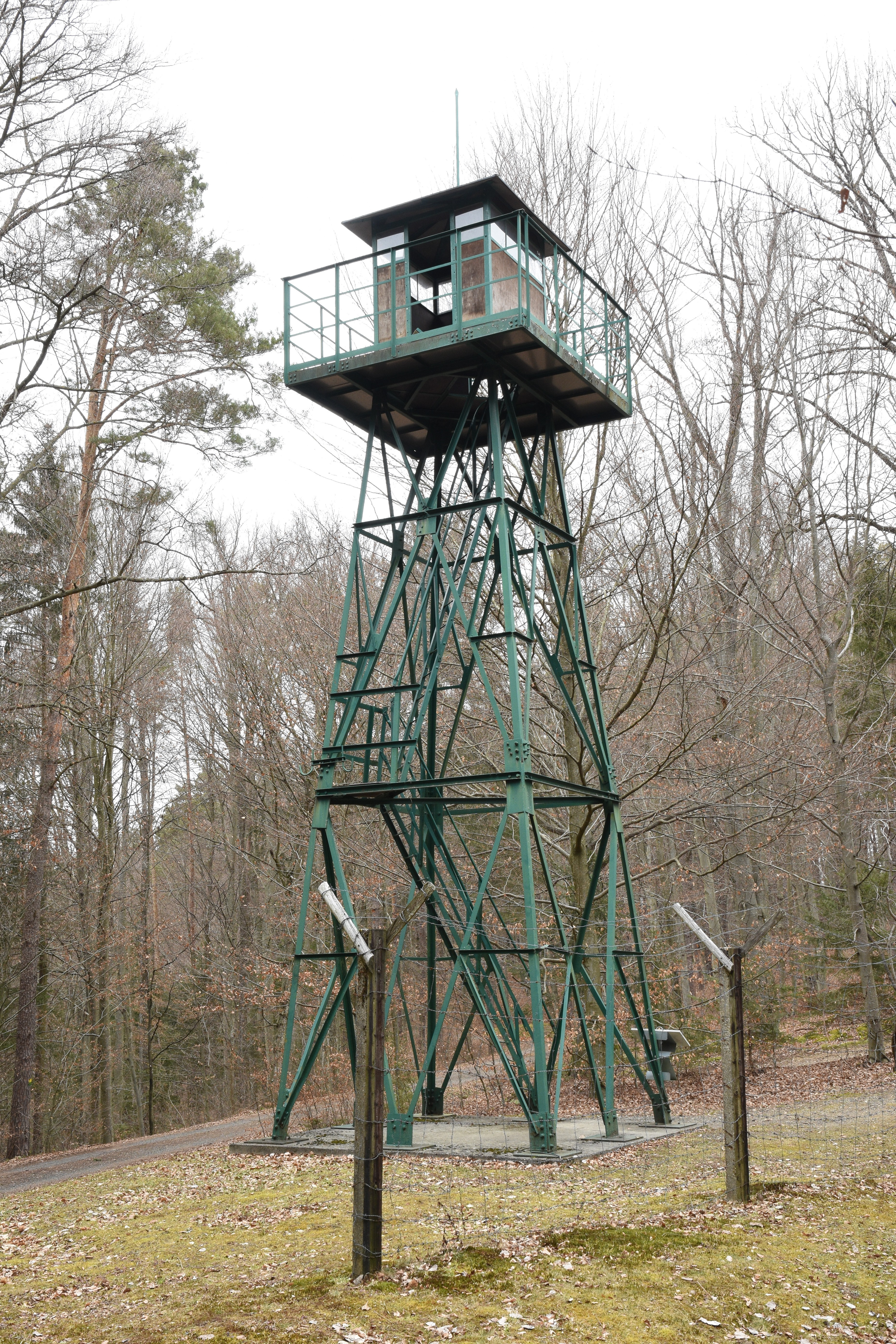
Wachturm bei Eisenberg an der Raab